# Alan Hale (astronom)
Alan Hale (ur. 1958 w Tachikawie) – amerykański astronom, współodkrywca komety Hale’a-Boppa.

## Życiorys
Urodził się w Tachikawie w Japonii, gdzie jego ojciec pełnił służbę w United States Air Force. Rok później przeniósł się wraz z rodziną do Alamogordo w Nowym Meksyku. Po ukończeniu Liceum w 1976 roku uczęszczał do Akademii Marynarki Wojennej Stanów Zjednoczonych w Annapolis, którą ukończył z tytułem licencjata z fizyki w 1980 roku.
W 1983 opuścił United States Navy i podjął pracę w Jet Propulsion Laboratory. Następnie wrócił do Nowego Meksyku, zapisując się na wydział astronomii na Uniwersytecie Stanowym Nowego Meksyku, gdzie w 1989 roku uzyskał tytuł magistra. Po obronieniu doktoratu podjął pracę w Muzeum Historii Kosmosu w Alamogordo, a w 1993 roku założył Southwest Institute for Space Research przemianowany później na Earthrise Institute. Ma dwóch synów – Zacharego i Tylera.

## Astronomia

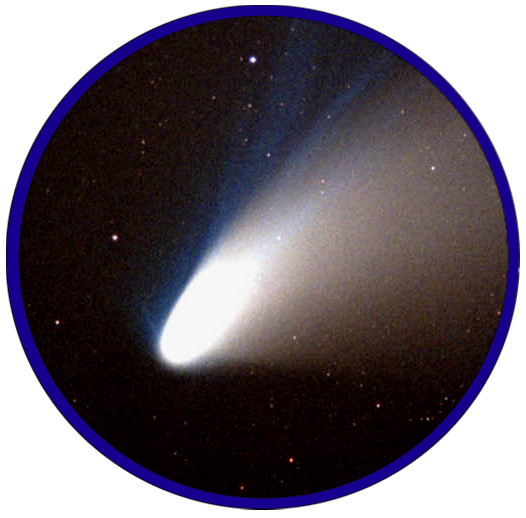
Kometa Hale’a-Boppa

Jako astronom specjalizuje się przede wszystkim w badaniu gwiazd podobnych do Słońca i poszukiwaniu innych układów planetarnych. Ma też wkład w obserwacje komet i planetoid bliskich Ziemi. W nocy z 22 na 23 lipca 1995 zaobserwował po raz pierwszy nową kometę. Jednoczesnej obserwacji dokonał też astronom-amator Thomas Bopp.
W uznaniu jego wkładu w obserwacje komet Międzynarodowa Unia Astronomiczna nazwała jego imieniem planetoidę (4151) Alanhale.  